# Tô pô compact-mở
Trong toán học, tô pô compact-mở (compact-open topology)  là một tô pô được định nghĩa bởi tập hợp các ánh xạ liên tục giữa 2 không gian tô pô. Tô pô compact-mở là một trong những tô pô thông dụng nhất trong các không gian hàm, và được ứng dụng trong lý thuyết đồng luân và giải tích hàm. Nó được giới thiệu bởi Ralph Fox năm 1945.
Nếu tập hợp đích của các hàm đang xét có cấu trúc đều hoặc cấu trúc metric, thì tô pô compact-mở chính là "tô pô của sự hội tụ đều trên các tập compact". Nghĩa là, một dãy hàm hội tụ trong không gian tô pô compact-mở khi nó hội tụ đều trên mọi tập con compact của tập hợp nguồn.

## Định nghĩa
Cho  {\displaystyle {\big (}X,\tau _{X}{\big )},\ {\big (}Y,\tau _{Y}{\big )}} là 2 không gian tô pô. Đặt {\displaystyle C{\big (}X,Y{\big )}} hoặc {\displaystyle C_{X,Y}={\Big \{}f:{\big (}X,\tau _{X}{\big )}\longrightarrow {\big (}Y,\tau _{Y}{\big )}\ {\big |}\ f{\text{ liên tục}}{\Big \}}} là tập hợp gồm tất cả các hàm liên tục từ {\displaystyle X} vào {\displaystyle Y}.
Cho {\displaystyle K} là một tập con compact của {\displaystyle {\big (}X,\tau _{X}{\big )}}, cho {\displaystyle U} là một tập con mở của {\displaystyle {\big (}Y,\tau _{Y}{\big )}}. Đặt  {\displaystyle S_{K,U}={\Big \{}f\in C_{X,Y}\ {\big |}\ f(K)\subseteq U{\Big \}}}, và  {\displaystyle {\mathcal {S}}={\Big \{}S_{K,U}\ {\big |}\ K\subseteq X,\ U\subseteq Y{\Big \}}}.
Khi đó, tô pô compact-mở của tập {\displaystyle C_{X,Y}} là  tô pô sinh bởi họ  {\displaystyle {\mathcal {S}}}, nghĩa là:
```

  

    

      

        

          

            
B

          

        

        
=

        

          
{

          

            

              
⋂

              

                
I

                
∈

                

                  

                    
I

                  

                

              

            

            
I

            
 

            

              

                
|

              

            

            
 

            

              

                
I

              

            

            
⊆

            

              

                
S

              

            

            
,

            
 

            

              

                
|

              

            

            

              

                
I

              

            

            

              

                
|

              

            

            
<

            
∞

          

          
}

        

      

    

    
{\displaystyle {\mathcal {B}}=\left\{\displaystyle \bigcap _{I\in {\mathcal {I}}}I\ {\Big |}\ {\mathcal {I}}\subseteq {\mathcal {S}},\ {\big |}{\mathcal {I}}{\big |}<\infty \right\}}

  

```

```

  

    

      

        

          
τ

          

            

              

              

                

                  
C

                  

                    
X

                    
,

                    
Y

                  

                

              

            

          

        

        
=

        

          
{

          

            

              
⋃

              

                
D

                
∈

                

                  

                    
D

                  

                

              

            

            
D

            
 

            

              

                
|

              

            

            
 

            

              

                
D

              

            

            
⊆

            

              

                
B

              

            

          

          
}

        

      

    

    
{\displaystyle \tau _{_{C_{X,Y}}}=\left\{\displaystyle \bigcup _{D\in {\mathcal {D}}}D\ {\Big |}\ {\mathcal {D}}\subseteq {\mathcal {B}}\right\}}

  

```

trong đó, {\displaystyle \tau _{_{C_{X,Y}}}}là tô pô compact-mở của {\displaystyle C_{X,Y}}, với cơ sở {\displaystyle {\mathcal {B}}} là họ gồm tất cả các giao hữu hạn của các phần tử trong {\displaystyle {\mathcal {S}}}.

## Tính chất
- Nếu {\displaystyle *} là không gian tô pô một điểm và {\displaystyle Y} là một không gian tô pô, thì ta có thể xác định  {\displaystyle C{\big (}*,Y{\big )}}. Theo cách này, tô pô compact-mở là trùng với tô pô của {\displaystyle Y}.

Tổng quát hơn, nếu {\displaystyle X} là một không gian rời rạc gồm {\displaystyle n} điểm, thì {\displaystyle C{\big (}X,Y{\big )}} có thể được xác định bởi  {\displaystyle n} phiên bản của {\displaystyle Y}, và tô pô compact-mở trùng với tô pô tích.
- Nếu {\displaystyle Y} là không gian  {\displaystyle T_{0},\ T_{1},} Hausdorff, chính tắc hay Tychonoff, thì tô pô compact-mở có hệ tiên đề tách tương ứng.
- Nếu  {\displaystyle X} Hausdorff và {\displaystyle {\mathcal {S}}} là một tiền cơ sở của {\displaystyle Y}, thì họ {\displaystyle {\Big \{}S_{K,U}\ {\big |}\ K{\overset {\text{compact}}{\subseteq }}X,\ U\in {\mathcal {S}}{\Big \}}} là một tiền cơ sở cho tô pô compact-mở của {\displaystyle C{\big (}X,Y{\big )}}.
- Nếu {\displaystyle Y} là không gian metric hay tổng quát hơn là một không gian đều,  thì tô pô compact-mở trùng với tô pô hội tụ compact  (topology of compact convergence). Nói cách khác, Nếu {\displaystyle Y} là không gian metric, thì một dãy hàm {\displaystyle {\big \{}f_{n}{\big \}}} hội tụ về {\displaystyle f} trong tô pô compact-mở {\displaystyle \iff \forall K{\overset {\text{compact}}{\subseteq }}X,\ {\big \{}f_{n}{\big \}}} hội tụ đều về {\displaystyle f} trong {\displaystyle K.}

Nếu {\displaystyle X} compact và {\displaystyle Y} là không gian đều, thì tô pô compact-mở tương đương với tô pô hội tụ đều  (topology of uniform convergence).
- Nếu {\displaystyle X,Y,Z} là các không gian tô pô, với  {\displaystyle Y} compact Hausdorff địa phương (Locally compact Hausdorff space), hay thậm chí là compact tiền chính tắc địa phương (locally compact preregular), thì ánh xạ hợp nối

```
    

  

    

      

        
h

        
:

        
 

        
C

        
(

        
Y

        
,

        
Z

        
)

        
×

        
C

        
(

        
X

        
,

        
Y

        
)

        
⟶

        
C

        
(

        
X

        
,

        
Z

        
)

      

    

    
{\displaystyle h:\ C(Y,Z)\times C(X,Y)\longrightarrow C(X,Z)}

  

```

```
                    

  

    

      

        
(

        
f

        
,

        
g

        
)

        
⟼

        
h

        
(

        
f

        
,

        
g

        
)

        
=

        
f

        
∘

        
g

      

    

    
{\displaystyle (f,g)\longmapsto h(f,g)=f\circ g}

  

```

là liên tục, với {\displaystyle C{\big (}Y,Z{\big )},{\displaystyle C{\big (}X,Y{\big )}},{\displaystyle C{\big (}X,Z{\big )}}} đều được trang bị tô pô compact-mở, và  {\displaystyle C{\big (}Y,Z{\big )}\times C{\big (}X,Y{\big )}} được trang bị tô pô tích.
- Nếu {\displaystyle Y} compact Hausdorff địa phương hoặc tiền chính tắc,  thì ánh xạ định lượng (evaluation map)

```
    

  

    

      

        
e

        
:

        
 

        
C

        

          

            
(

          

        

        
X

        
,

        
Y

        
)

        
×

        
X

        
⟶

        
Y

      

    

    
{\displaystyle e:\ C{\big (}X,Y)\times X\longrightarrow Y}

  

```

```
              

  

    

      

        
(

        
f

        
,

        
x

        
)

        
⟼

        
e

        
(

        
f

        
,

        
x

        
)

        
=

        
f

        
(

        
x

        
)

      

    

    
{\displaystyle (f,x)\longmapsto e(f,x)=f(x)}

  

```

là liên tục. Có thể xem đây là một trường hợp đặc biệt của các tính chất trên, với  {\displaystyle X} là không gian 1 điểm.
- Nếu  {\displaystyle {\big (}X,\tau _{X}{\big )}} là không gian tô pô compact và  {\displaystyle {\big (}Y,d_{Y}{\big )}} là không gian metric, thì tô pô compact-mở của {\displaystyle C{\big (}X,Y{\big )}} là khả metric, nghĩa là tô pô này có thể sinh ra metric, và metric đó là

```

  

    

      

        

          
d

          

            

              
C

              

                
X

                
,

                
Y

              

            

          

        

        
(

        
f

        
,

        
g

        
)

        
=

        

          

            
sup

            

              
x

              
∈

              
X

            

          

        

        
 

        

          
d

          

            
Y

          

        

        

          

            
(

          

        

        
f

        
(

        
x

        
)

        
,

        
g

        
(

        
x

        
)

        

          

            
)

          

        

        
,

        
 

        
 

        
 

        
f

        
,

        
g

        
∈

        
C

        

          

            
(

          

        

        
X

        
,

        
Y

        

          

            
)

          

        

      

    

    
{\displaystyle d_{C_{X,Y}}(f,g)={\underset {x\in X}{\sup }}\ d_{Y}{\big (}f(x),g(x){\big )},\ \ \ f,g\in C{\big (}X,Y{\big )}}

  

.
```

## Ứng dụng
Tô pô compact-mở có thể được dùng để compact hóa các tập hợp sau:
- {\displaystyle \Omega {\big (}X,x_{0}{\big )}={\Big \{}f:I\longrightarrow X\ {\big |}\ f(0)=f(1)=x_{0}{\Big \}}}
- {\displaystyle E{\big (}X,x_{0},x_{1}{\big )}={\Big \{}f:I\longrightarrow X\ {\big |}\ f(0)=x_{0},\ f(1)=x_{1}{\Big \}}}
- {\displaystyle E{\big (}X,x_{0}{\big )}={\Big \{}f:I\longrightarrow X\ {\big |}\ f(0)=x_{0}{\Big \}}}

Ngoài ra, còn có sự tương đương đồng luân giữa các không gian {\displaystyle C{\big (}\Sigma X,Y{\big )}\cong C{\big (}X,\Omega Y{\big )}}. Đối với những không gian này, {\displaystyle C{\big (}X,Y{\big )}} rất hữu ích trong lý thuyết đồng luân bởi vì nó có thể được sử dụng để tạo thành một không gian tôpô và mô hình cho kiểu đồng luân của tập hợp gồm tất cả lớp đồng luân của các ánh xạ:
```

  

    

      

        
π

        

          

            
(

          

        

        
X

        
,

        
Y

        

          

            
)

          

        

        
=

        

          

            
{

          

        

        
[

        
f

        
]

        
:

        
X

        
⟶

        
Y

        
 

        

          

            
|

          

        

        
 

        
f

        
 

        

          
 là một lớp đồng luân

        

        

          

            
}

          

        

      

    

    
{\displaystyle \pi {\big (}X,Y{\big )}={\Big \{}[f]:X\longrightarrow Y\ {\big |}\ f\ {\text{ là một lớp đồng luân}}{\Big \}}}

  

```

Điều này là bởi {\displaystyle \pi {\big (}X,Y{\big )}} là tập gồm các thành phần đường của  {\displaystyle C{\big (}X,Y{\big )}}, nghĩa là có một đẳng cấu giữa 2 tập
```

  

    

      

        

          

            
π

            
(

            
X

            
,

            
Y

            
)

            
⟶

            
C

            

              

                
(

              

            

            
I

            
,

            
C

            
(

            
X

            
,

            
Y

            
)

            

              

                
)

              

            

            

              
/

            

            
∼

          

        

      

    

    
{\displaystyle {\displaystyle \pi (X,Y)\longrightarrow C{\big (}I,C(X,Y){\big )}/\sim }}

  

```

với {\displaystyle \sim } là một tương đương đồng luân.

## Hàm khả vi Fréchet
Cho {\displaystyle X} và {\displaystyle Y} là 2 không gian Banach xác định trên cùng một trường và {\displaystyle U{\overset {\text{mở}}{\subseteq }}X}. Đặt {\displaystyle C^{n}{\big (}U,Y{\big )}={\Big \{}f:U\longrightarrow Y\ {\big |}\ f\ {\text{ khả vi liên tục Fréchet cấp }}n{\text{ trên }}U{\Big \}}}. Khi đó, tô pô compact-mở là tô pô gốc được sinh bởi nửa chuẩn
```

  

    

      

        

          
p

          

            

              

              

                
K

              

            

          

        

        
(

        
f

        
)

        
=

        

          

            
sup

            

              
k

              
∈

              

                

                  

                    
0

                    
,

                    
n

                  

                  
¯

                

              

              
,

              
 

              
x

              
∈

              
K

            

          

        

        
 

        

          

            
‖

          

        

        

          
D

          

            
k

          

        

        
f

        
(

        
x

        
)

        

          

            
‖

          

        

      

    

    
{\displaystyle p_{_{K}}(f)={\underset {k\in {\overline {0,n}},\ x\in K}{\sup }}\ {\Big \|}D^{k}f(x){\Big \|}}

  

```

trong đó, {\displaystyle D^{k}\equiv {\frac {d^{k}}{(dx)^{k}}},\ }{\displaystyle D^{0}f(x)=f(x),\ K{\overset {\text{compact}}{\subseteq }}U}.